# Joe Morton
Joe Morton (New York, 18 oktober 1947) is een Amerikaans acteur. Hij won in 1984 de prijs voor beste acteur op het Filmfestival van Sitges voor The Brother from Another Planet. Samen met de gehele cast van American Gangster werd hij in 2008 genomineerd voor een Screen Actors Guild Award. Behalve in films speelt Morton met regelmaat in televisieseries. Zo speelde hij meer dan veertig afleveringen Henry Deacon in Eureka.
Morton deed zeven jaar acteerervaring op in televisieseries voordat hij in 1977 zijn filmdebuut maakte, als Ahmed in Between the Lines. Sindsdien was hij in meer dan veertig films te zien (meer dan 65 inclusief televisiefilms) en als wederkerend personage in meer dan tien televisieseries.
Morton trouwde in 1984 met de zes jaar jongere Nora Chavooshian, met wie hij twee kinderen kreeg.

## Filmografie
*Exclusief 20+ televisiefilms
| - Justice League (2017) - Batman v Superman: Dawn of Justice (2016) - La linea (2008) - Wherever You Are (2008) - Badland (2007) - American Gangster (2007) - The Night Listener (2006) - Stealth (2005) - Back in the Day (2005) - Breaking Dawn (2004) - Lenny the Wonder Dog (2004) - Paycheck (2003) - Thoughtcrimes (2003) - Crossing (2003) - Dragonfly (2002) - Ali (2001) - Bounce (2000) - What Lies Beneath (2000) - The Astronaut's Wife (1999) - Apt Pupil (1998) - Blues Brothers 2000 (1998) - When It Clicks (1998) - Trouble on the Corner (1997) - Speed 2: Cruise Control (1997) - The Pest (1997) | - Lone Star (1996) - Executive Decision (1996) - The Walking Dead (1995) - Speed (1994) - The Inkwell (1994) - Forever Young (1992) - Of Mice and Men (1992) - City of Hope (1991) - Terminator 2: Judgment Day (1991) - The Lost Platoon (1991) - The Good Policeman (1991) - Tap (1989) - The Good Mother (1988) - Zelly and Me (1988) - Stranded (1987) - Crossroads (1986) - Trouble in Mind (1985) - The Brother from Another Planet (1984) - Curse of the Pink Panther (1983) - The Clairvoyant (1982) - ...And Justice for All (1979) - Between the Lines (1977) |

## Televisieseries
*Exclusief eenmalige gastrollen
- Scandal als Eli Rowan Pope (2013-2018, 76 afleveringen)
- Eureka - Henry Deacon (2006-2009, 42 afleveringen)
- The American Experience - Verteller (1999-2008, tien afleveringen)
- E-Ring - Steven Algazi (2005-2006, negen afleveringen)
- CSI: NY - Chief Dwight Hillborne (2005, twee afleveringen)
- Law & Order - Leon Chiles (1992-2005, vijf afleveringen)
- Smallville - Dr. Steven Hamilton (2001-2002, vier afleveringen)
- Prince Street - Lt. Tom Warner (1997-2000, zes afleveringen)
- Mercy Point - Dr. Grote Maxwell (1998-1999, acht afleveringen)
- Under One Roof - Ron Langston (1995, zes afleveringen)
- Homicide: Life on the Street - Sam Thorne (1994, twee afleveringen)
- Tribeca - Officer Carleton Thomas (1993, zeven afleveringen)
- A Different World - Byron Douglas III (1992, zeven afleveringen)
- Equal Justice - Mike James (1990-1991, 26 afleveringen)
- The Equalizer - Carter Brock (1987-1989, vier afleveringen)
- Grady - Hal (1975-1976, negen afleveringen)

## Prijzen en nominaties
| Jaar | Prijs                                  | Categorie                            | Werk                       | Resultaat   |
| ---- | -------------------------------------- | ------------------------------------ | -------------------------- | ----------- |
| 1991 | Fangoria Chainsaw Awards               | Beste ondersteunende rol             | Terminator 2: Judgment Day | Genomineerd |
| 2008 | Screen Actors Guild Awards             | Cast in een film                     | American Gangster          | Genomineerd |
| 2014 | Critics' Choice Television Awards      | Beste gastrol in een dramaserie      | Scandal                    | Genomineerd |
| 2014 | NAACP Image Award                      | Buitengewone ondersteunende rol      | Scandal                    | Gewonnen    |
| 2014 | Primetime Emmy Award                   | Mannelijke gastrol in een dramaserie | Scandal                    | Gewonnen    |
| 2015 | NAACP Image Awards                     | Buitengewone ondersteunende rol      | Scandal                    | Gewonnen    |
| 2016 | NAACP Image Awards                     | Buitengewone ondersteunende rol      | Scandal                    | Gewonnen    |
| 2017 | NAACP Image Awards                     | Buitengewone ondersteunende rol      | Scandal                    | Genomineerd |
| 2018 | Los Angeles Drama Critics Circle Award | Hoofdrol                             | Turn Me Loose              | Gewonnen    |

- Bibsys: 7030342
- Biblioteca Nacional de España: XX1172784
- Bibliothèque nationale de France: cb14021575n (data)
- CiNii: DA11495608
- Gemeinsame Normdatei: 141493925
- International Standard Name Identifier: 0000 0000 7975 0453
- Library of Congress Control Number: n92029516
- MusicBrainz: 75d0e8c3-81c0-4882-9f13-3683332fe47c
- Nationale Bibliotheek van Tsjechië: xx0051754
- Nationale bibliotheek van Australië: 42512988
- Nationale Bibliotheek van Israël: 987007442310505171
- Nederlandse Thesaurus van Auteursnamen: 120371847
- SNAC: w6863bz6
- Système universitaire de documentation: 161904467
- Virtual International Authority File: 49421557
- WorldCat: E39PBJcgtqdyD34G3dw3tcHXBP